# Ivan F. Simpson
Ivan Freebody Simpson (* 4. Februar 1875 in Glasgow, Schottland; †  12. Oktober 1951 in New York City, Vereinigte Staaten) war ein britischer Schauspieler.

## Leben und Karriere
Der gebürtige Schotte wanderte in jungen Jahren in die Vereinigten Staaten aus. Im Jahre 1905 gab Simpson am Broadway in New York sein Debüt im Stück Lucky Darham. Bis 1950 spielte er am Broadway in über 30 Produktionen, meistens in Nebenrollen. Seinen Filmdebüt machte er 40-jährig im Jahre 1915, bis 1948 sollte er an insgesamt über 100 Kinofilmen als Schauspieler mitwirken. Er war ein geschätzter Freund und Kollege des berühmten Charakterdarstellers George Arliss, gemeinsam traten sie in sieben Filmen auf. Simpson spielte etwa neben Arliss in der Filmbiografie Disraeli sowie in zwei Verfilmungen des Stückes The Green Goddess, jeweils in der Rolle des schmierigen Mr. Watkins.
Während der 1930er-Jahre war Simpson ein vielbeschäftigter Nebendarsteller in Hollywood, wobei er häufig respektabel erscheinende Figuren wie Butler, Priester, Richter oder Ärzte verkörperte. Er spielte an der Seite von Errol Flynn kleinere Rollen in den Abenteuerfilmen Unter Piratenflagge, Der Prinz und der Bettelknabe und Robin Hood, König der Vagabunden. Daneben wirkte er vor allem an Literaturverfilmungen mit, etwa in David Copperfield als Diener Littimer, in Der kleine Lord als Reverend Mordaunt sowie in Gefundene Jahre als der Vikar. Mit Verlaufe der 1940er-Jahre wurden Simpsons Filmrollen zunehmend kleiner. Er drehte im Jahr 1948 mit My Girl Tisa seinen letzten Hollywood-Film, trat danach aber noch bis in sein Todesjahr in einigen Fernsehproduktionen an der amerikanischen Ostküste auf.
Ivan F. Simpson arbeitete bis zu seinem Tod als Schauspieler und hatte Anfang der 1950er-Jahre einige Gastrollen im noch jungen Fernsehen. Er starb 1951 im Alter von 76 Jahren und wurde auf dem New Yorker Kensico Cemetery beigesetzt. Seine Tochter war die Schauspielerin und Produzentin Pamela Simpson (1905–2002).

## Filmografie (Auswahl)
- 1915: The Dictator
- 1922: The Man Who Played God
- 1923: The Green Goddess
- 1925: Die Liebesinsel (Lovers in Quarantine)
- 1925: A Kiss for Cinderella
- 1929: Disraeli
- 1930: The Green Goddess
- 1931: The Millionaire
- 1931: Safe in Hell
- 1932: The Man Who Played God
- 1932: Die große Pleite (The Crash)
- 1932: Sherlock Holmes
- 1933: The Secret of Madame Blanche
- 1933: Midnight Mary
- 1933: Voltaire
- 1933: Charlie Chan’s Greatest Case
- 1934: Ein Unbekannter mordet (The Mystery of Mr. X)
- 1934: Die Rothschilds (The House of Rothschild)
- 1934: Stingaree
- 1934: Das Leben geht weiter (The World Moves On)
- 1934: British Agent
- 1934: The Little Minister
- 1935: David Copperfield
- 1935: Das Zeichen des Vampirs (Mark of the Vampire)
- 1935: Meuterei auf der Bounty (Mutiny on the Bounty)
- 1935: Unter Piratenflagge (Captain Blood)
- 1936: Der kleine Lord (Little Lord Fauntleroy)
- 1936: Trouble for Two
- 1936: Maria von Schottland (Mary of Scotland)
- 1936: Signale nach London (Lloyd’s of London)
- 1937: Im Kreuzverhör (Maid of Salem)
- 1937: Der Prinz und der Bettelknabe (The Prince and the Pauper)
- 1938: Robin Hood – König der Vagabunden (The Adventures of Robin Hood)
- 1938: Entführt (Kidnapped)
- 1938: Marie-Antoinette
- 1938: Der weiße Tiger (Booloo)
- 1939: Ein ideales Paar (Made for Each Other)
- 1939: Die Abenteuer des Sherlock Holmes (The Adventures of Sherlock Holmes)
- 1939: Herrscher der Meere (Rulers of the Sea)
- 1939: Der Henker von London (Tower of London)
- 1940: The Earl of Chicago
- 1940: Der Unsichtbare kehrt zurück (The Invisible Man Returns)
- 1940: New Moon
- 1942: Thema: Der Mann (The Male Animal)
- 1942: Ein Kuß zuviel (They All Kissed the Bride)
- 1942: Youth on Parade
- 1942: Wie ein Alptraum (Nightmare)
- 1942: Gefundene Jahre (Random Harvest)
- 1943: Auf ewig und drei Tage (Forever and a Day)
- 1943: Dies ist mein Land (This Land Is Mine)
- 1943: Gefährliche Flitterwochen (Above Suspicion)
- 1943: Die Waise von Lowood (Jane Eyre)
- 1944: Der unheimliche Gast (The Uninvited)
- 1944: The Hour Before the Dawn
- 1948: My Girl Tisa
- 1949–1951: The Philco Television Playhouse (Fernsehserie, 4 Folgen)